# Constantin-Achille Descat
Pour les articles homonymes, voir Descat.
Constantin-Achille Descat, né le 2 mai 1812 à Roubaix (Nord) et décédé le 12 mai 1878 dans la même ville est un industriel est un homme politique français.

## Biographie
Frère de Louis Joseph Descat, il est son associé dans son importante maison de teinturerie. Conseiller municipal de Roubaix en 1855, et décoré de la Légion d'honneur la même année, à la suite de l'Exposition universelle, il est nommé adjoint au maire de Roubaix en 1860, et maire de cette ville en 1867, puis en 1871 et en 1874. Conseiller général du canton de Lannoy depuis 1861, il est élu, le 8 février 1871, représentant du Nord à l'Assemblée nationale. 
Il prend place au centre droit et vote pour la paix, pour les prières publiques, pour l'abrogation des lois d'exil, pour le pouvoir constituant de l'assemblée, pour l'acceptation de la démission de Thiers, pour l'arrêté contre les enterrements civils, pour le septennat, contre le retour du Parlement à Paris, pour le maintien de l'état de siège, pour le ministère de Broglie, contre la dissolution, contre l'amendement Wallon, contre l'amendement Pascal Duprat, pour les lois constitutionnelles. 

## Distinctions
- Chevalier de la Légion d'honneur par décret du 14 novembre 1855[2].

## Sources
- « Constantin-Achille Descat », dans Adolphe Robert et Gaston Cougny, Dictionnaire des parlementaires français, Edgar Bourloton, 1889-1891 [détail de l’édition]